# Blau (fiume)
Il Blau è un fiume tedesco che scorre in Baden-Württemberg e confluisce nel Danubio alla sua sinistra orografica. La fonte del Blau è la sorgente carsica di Blautopf, presso la città di Blaubeuren, nel Giura Svevo, a 512 m s.l.m. Scorre verso est attraverso Blaustein fino alla città di Ulma, dove sfocia nel Danubio dopo un corso di 22 km.

## Galleria d'immagini

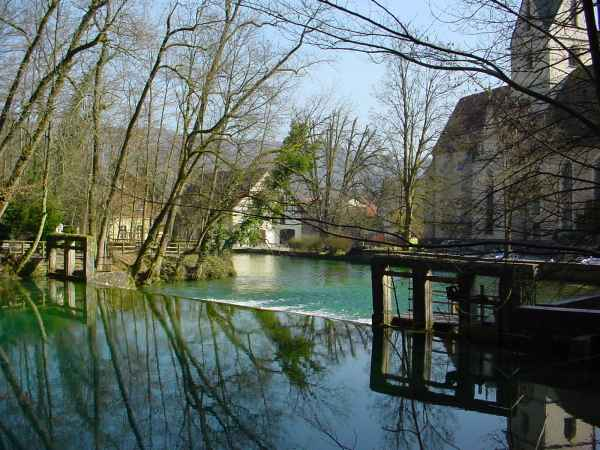
La fonte
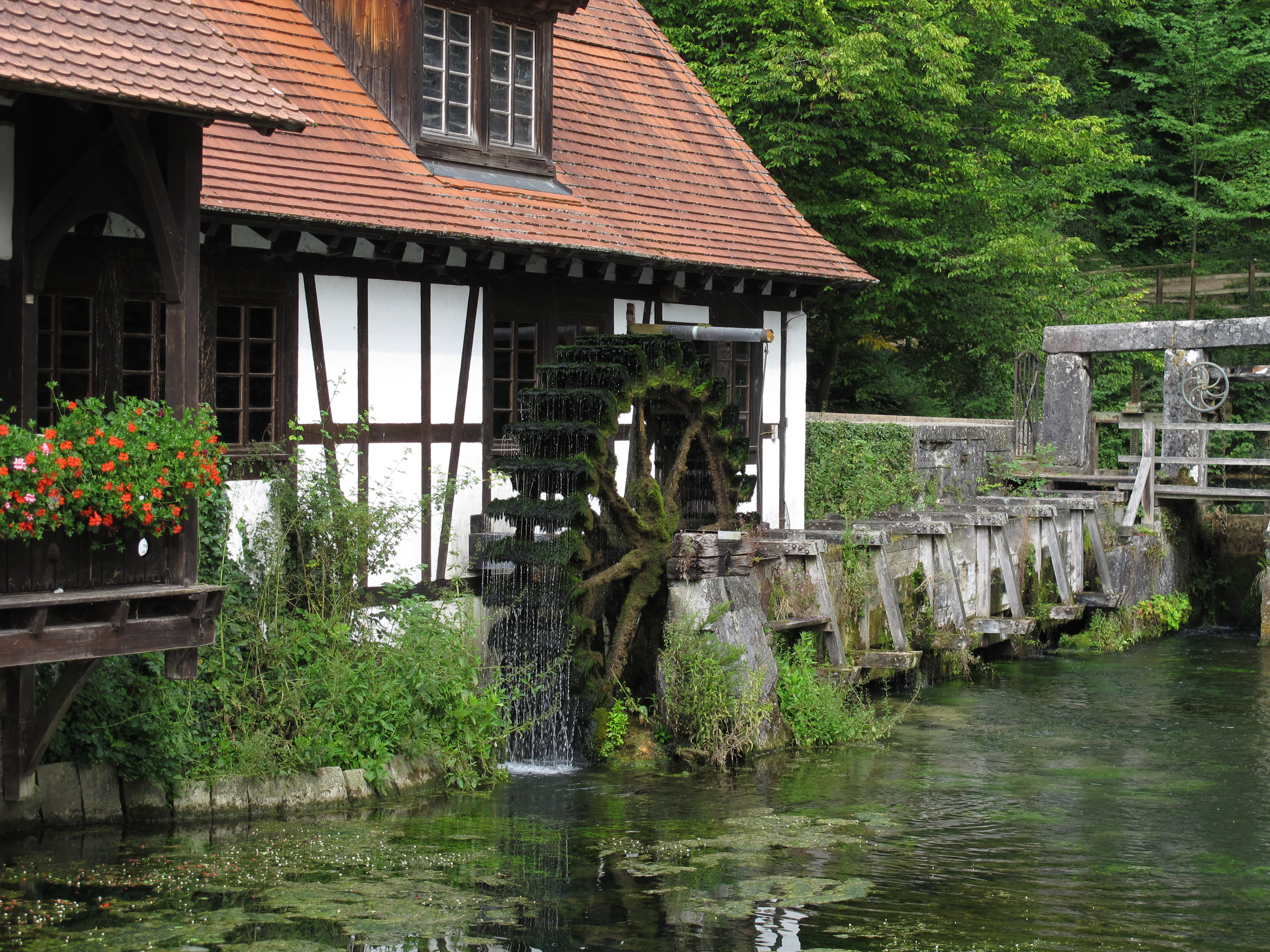
L'utilizzo (Forgiatura)
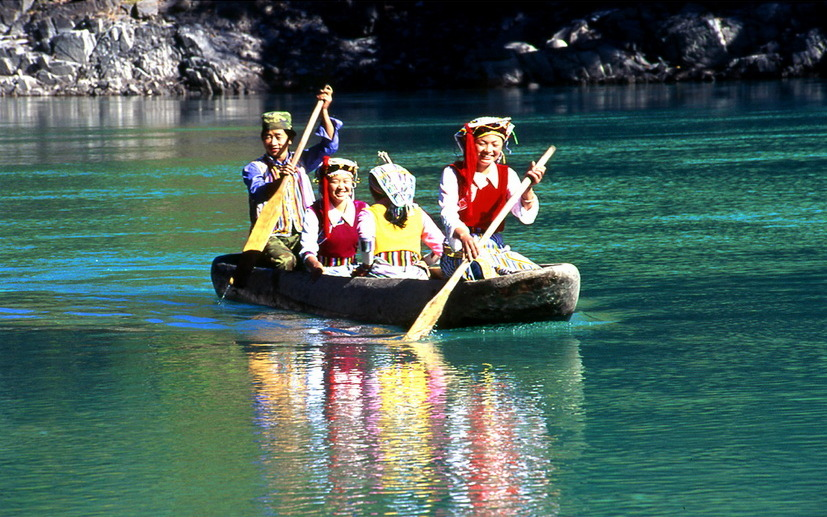
L'utilizzo sportivo
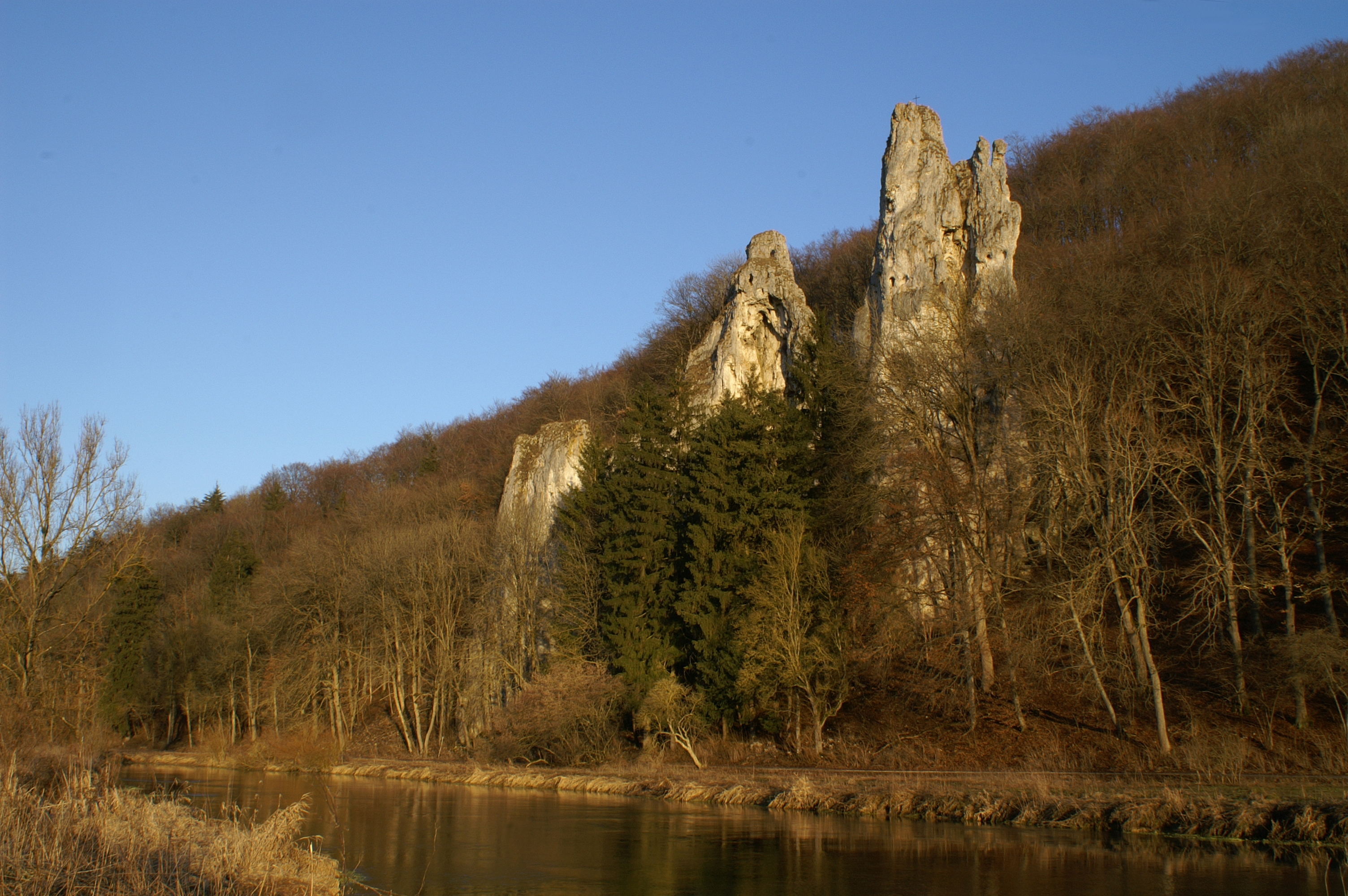
La valle
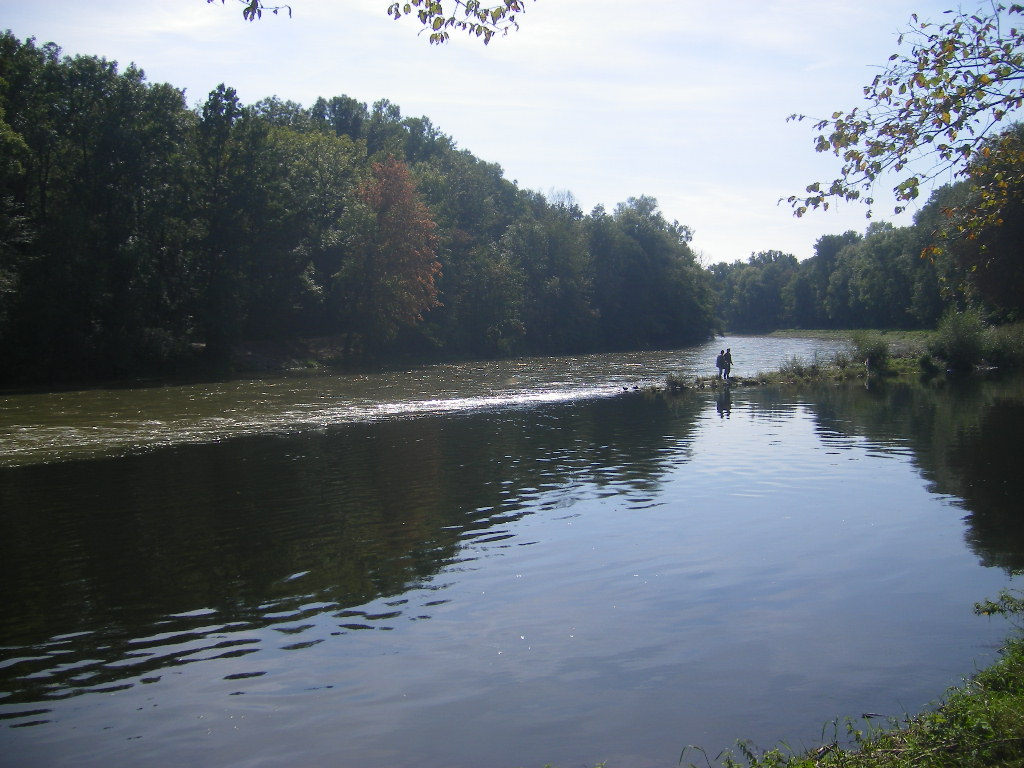
La confluenza dell'Blau e l'Iller nel Danubio a Ulma